# Truman Capote
Truman Garcia Capote (1924 – 1984), tên khai sinh Truman Streckfus Persons, là nhà văn Mỹ với nhiều truyện ngắn, tiểu thuyết, kịch và văn học phi hư cấu được coi là kinh điển trong đó bao gồm truyện vừa Điểm tâm ở Tiffany's (Breakfast at Tiffany's, 1958) và Máu lạnh (In Cold Blood, 1965) mà ông coi là "tiểu thuyết không hư cấu." Có ít nhất 20 phim truyện và phim truyền hình được dựng từ các tiểu thuyết, truyện và kịch của ông.
Lớn lên với một tuổi thơ khốn khó, cha mẹ ly dị và nhiều lần di cư, ông phát hiện thiên hướng nghề nghiệp của mình ở tuổi 11 và bắt đầu từ đó trong suốt thơi thơ ấu. Như một nhà văn chuyên nghiệp, Capote bắt đầu viết truyện ngắn. Thành công quan trọng của truyện Miriam (1945) đã gây được sự chú ý của nhà xuất bản Bennett Cerf của Random House đưa đến một hợp đồng viết Other Voices, Other Rooms (1948). Capote trở nên nổi tiếng nhất với Máu lạnh (In Cold Blood, 1965) một tác phẩm báo chí về một vụ giết người trong một gia đình nông dân ở Kansas, quyển sách mà ông dành 4 năm để viết. Đây là đỉnh cao sự nghiệp của ông, mặc dù nó không phải là tác phẩm cuối cùng. Những năm 1970, ông tiếp tục nổi tiếng khi xuất hiện trong các talk show trên truyền hình.
Bộ phim Capote nói về một phần cuộc đời ông đã mang lại nhiều giải thưởng cho Philip Seymour Hoffman, trong đó có giải Oscar cho nam diễn viên chính xuất sắc nhất. Bộ phim dựa trên tác phẩm Capote của Gerald Clarke.
Từ nhỏ ông là bạn rất thân của Harper Lee, tác giả tác phẩm nổi tiếng Giết con chim nhại.Bà là đồng sự quan trọng trong quá trình tìm hiểu để viết cuốn Máu lạnh.

## Tiểu sử

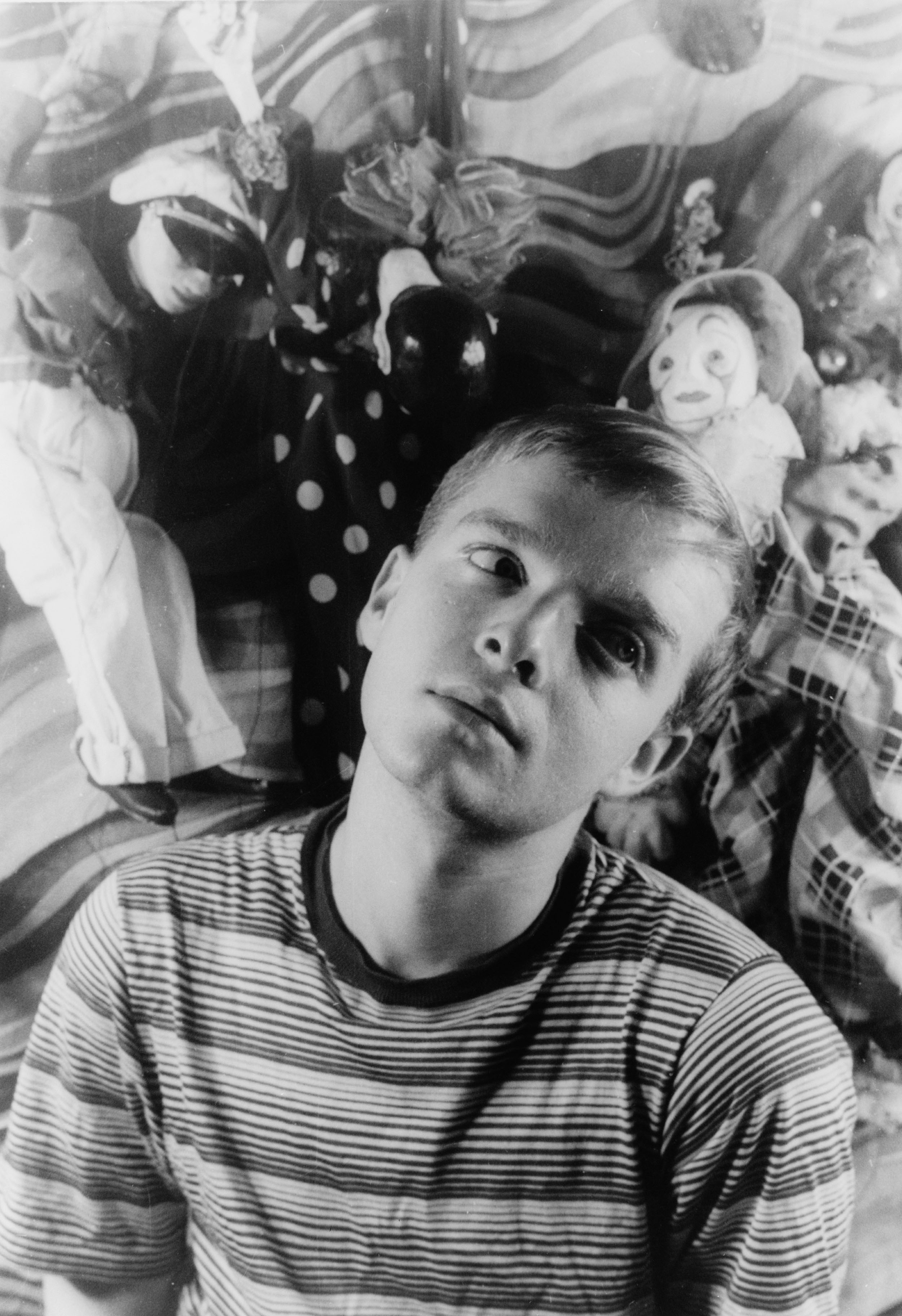
Capote do Carl Van Vechten chụp 1948

Truman Capote sinh ra ở New Orleans, Louisiana là con của người mẹ 17 tuổi Lillie Mae (née Faulk) và Archulus Persons, một người làm kinh doanh. Năm lên bốn tuổi, cha mẹ ông ly dị và gửi ông đến Monroeville, Alabama, để những người bà con bên mẹ nuôi trong bốn đến năm năm. Ở đây, ông là hàng xóm và bạn thân của Harper Lee, tác giả của tiểu thuyết danh tiếng Giết con chim nhại (trong đó nhân vật Dill được dựa trên Truman Capote).
Là một đứa trẻ đơn độc, Capote tự học đọc và viết trước khi ông vào lớp một. Mọi người hay thấy ông cầm từ điển và giấy viết lúc năm tuổi và ông bắt đầu viết văn ở tuổi 11. Lúc này ông có bí danh là Bulldog.

## Đặc điểm nổi tiếng
Ông cao 1m60 và là người đồng tính công khai. Một trong những người yêu đầu tiên của ông là giáo sư văn học Đại học Smith Newton Arvin, người đoạt Giải sách quốc gia cho hồi ký Herman Melville 1951. Tác phẩm Other Voices, Other Rooms là của ông dành tặng Arvin.

## Tác phẩm
| Năm          | Tựa | Thể loại/Ghi chú |
| ------------ | --- | --- |
| 1945         | Miriam | Truyện ngắn; xuất bản in Mademoiselle (tạp chí) |
| 1948         | Other Voices, Other Rooms                                                                                         | Tiểu thuyết |
| 1949         | A Tree of Night and Other Stories                                                                                 | Tập truyện ngắn |
| approx. 1949 | Summer Crossing                                                                                                   | Tiểu thuyết; xuất bản sau khi mất 2005 |
| 1951         | The Grass Harp | Tiểu thuyết |
| 1952         | The Grass Harp | Play |
| 1953         | Beat the Devil | Kịch bản gốc |
| 1954         | House of Flowers                                                                                                  | Nhạc kịch |
| 1955         | Carmen Therezinha Solbiati - So Chic                                                                              | Truyện ngắn (Brazilian jet-setter Carmen Mayrink Veiga); xuất bản trên Vogue (tạp chí)                                                                                       |
| 1956         | The Muses Are Heard                                                                                               | Phi hư cấu |
| 1956         | "A Christmas Memory"                                                                                              | Truyện ngắn; xuất bản trong Mademoiselle (tạp chí) |
| 1957         | "The Duke in His Domain"                                                                                          | Chân dung of Marlon Brando; xuất bản trong The New Yorker; xuất bản trong Life Stories: Profiles from The New Yorker (2001)                                                  |
| 1958         | Breakfast at Tiffany's                                                                                            | Truyện vừa |
| 1960         | The Innocents | Kịch bản dựa trên The Turn of the Screw của Henry James; 1962 Edgar Award, từ Mystery Writers of America, to Capote and William Archibald for Best Motion Picture Screenplay |
| 1963         | Những tác phẩm chọn lọc của Truman Capote (Selected Writings of Truman Capote)                                    | Hợp tuyển hư cấu và phi hư cấu |
| 1964         | | A truyện ngắn trên tạp chí Seventeen |
| 1965         | Máu lạnh In Cold Blood                                                                                            | "Tiểu thuyết không hư cấu"; giải Edgar thứ hai của Capote (1966), cho truyện về tội phạm hay nhất                                                                            |
| 1968         | 'Người khách ngày lễ Tạ ơn (The Thanksgiving Visitor)                                                             | Truyện |
| 1973         | Tiếng chó sủa (The Dogs Bark)                                                                                     | hợp tuyển |
| 1975         | "Mojave" và "La Cote Basque, 1965"                                                                                | Truyện ngắn trong Answered Prayers; xuất bản trên Esquire |
| 1976         | "Unspoiled Monsters" và "Kate McCloud"                                                                            | Truyện ngắn trong Answered Prayers; xuất bản trên Esquire |
| 1980         | Âm nhạc cho người hay thay đổi (Music for Chameleons)                                                             | Chọn lọc các bài ngắn hư cấu và phi hư cấu |
| 1983         | Lễ Giáng sinh (One Christmas)                                                                                     | Truyện |
| 1987         | Answered Prayers: The Unfinished Tiểu thuyết                                                                      | |
| 1987         | A Capote Reader                                                                                                   | Omnibus edition containing most of Capote's shorter works, fiction and nonfiction                                                                                            |
| 2004         | The Complete Stories of Truman Capote                                                                             | Anthology of twenty short stories |
| 2004         | Too Brief a Treat: The Letters of Truman Capote                                                                   | Edited by Capote biographer Gerald Clarke |
| 2006         | Summer Crossing                                                                                                   | |
| 2007         | Chân dung và quan sát: Những bài luận của Truman Capote (Portraits and Observations: The Essays of Truman Capote) | Xuất bản bởi Random House |